# Anne-Grete Strøm-Erichsen
Anne-Grete Hjelle Strøm-Erichsen (født 21. oktober 1949 i Bergen) er en norsk politiker (Ap). Hun har været Norges forsvarsminister i Jens Stoltenbergs anden regering siden 21. september 2012. Før dette var hun forsvarsminister fra 2005 til 2009 og sundhedsminister fra 2009 til 2012 i den samme regering. Hun blev valgt til Stortinget første gang i 2005.